# Forest McNeir
Forest Waldemar „Seluya” McNeir (ur. 16 sierpnia 1875 w Waszyngtonie, zm. 9 maja 1957 w Houston) – amerykański strzelec, mistrz olimpijski.
McNeir uczestniczył w Letnich Igrzyskach Olimpijskich 1920 w jednej konkurencji. W trapie drużynowym Amerykanie zostali złotymi medalistami, a McNeir uzyskał czwarty wynik w zespole (skład reprezentacji: Mark Arie, Horace Bonser, Jay Clark, Forest McNeir, Frank Troeh, Frank Wright). 47 razy startował w turnieju Grand American Handicup.
W 1910 roku otrzymał Medal Carnegie'ego przyznawany osobom, które wykazały się aktem heroizmu w życiu cywilnym Stanów Zjednoczonych i Kanady. McNeir uratował strażaka, którego życie było zagrożone z powodu pożaru, a on sam doznał licznych poparzeń na głowie, dłoniach i twarzy, przez co jego rekonwalescencja trwała kilka tygodni. W 1936 roku doznał kolejnego wypadku, gdy jako robotnik budowlany spadł z wysokości trzeciego piętra, łamiąc przy tym lewą rękę i kości nadgarstka. Po tym zdarzeniu przeszedł operację i startował jeszcze w zawodach. 
W 1981 roku wprowadzony do Trap Shooting Hall Of Fame. Był autorem książki Forest McNeir of Texas (1956).

## Wyniki

### Igrzyska olimpijskie
| Igrzyska | Konkurencja     | Wynik                           | Miejsce | Źródło |
| -------- | --------------- | ------------------------------- | ------- | ------ |
| IO 1920  | Trap, drużynowo | 547 pkt. (druż.) 93 pkt. (ind.) |         | [ 3 ]  |